# Аквітанія (судно)
RMS Aquitania (укр. Аквітанія) — британський океанічний лайнер, споруджений за проектом лайнера «RMS Mauretania», що перебував у власності компанії «Cunard Line», якою і експлуатувався. Ходив під прапором Великої Британії із портом приписки в Ліверпулі.

## Історія судна
Судно спроектоване та закладене у грудні 1910 року на верфі «John Brown & Company» у Клайдбанку, Шотландія. 21 квітня 1913 року відбувся спуск на воду та церемонія хрещення, хрещеною матір'ю судна на якій виступила графиня Дербі Аліса Стенлі. 24 травня 1914 року судно здано в експлуатацію та передано на службу флоту компанії-замовника. 30 травня того ж року здійснило перший рейс з Ліверпуля до Нью-Йорка. Протягом кар'єри експлуатувався переважно як трансатлантичний лайнер між портами Британії та США. 
Протягом Першої світової війни використовувався у якості комерційного крейсера, транспортного та санітарного судна. Після повернення до складу флоту «Cunard Line» був модернізований, в результаті чого двигуни переобладнані на живлення рідким паливом. «Аквітанія» продовжувала здійснювати комерційні рейси Атлантичним океаном. У 1935 році зі судном стався інцидент — сіло на мілину, однак серйозних ушкоджень не зазнало.
Під час Другої світової війни «Аквітанія» знову ввійшла до складу Королівського Британського флоту, базуючись у Нью-Йорку, а згодом у Сан-Франциско. До флоту «Cunard Line» лайнер повернувся лише в 1948 році. По війні здійснював рейси між Саутгемптоном і Галіфаксом.
У грудні 1949 року судно виведене з експлуатації, а в лютому 1950 року списане на металобрухт.